# Élections générales kényanes de 2007
 (avril 2011).
Des élections présidentielle, parlementaires et locales se sont déroulées au Kenya le 27 décembre 2007.
Les 14 248 838 électeurs ont désigné leur président, les 210 membres élus du parlement et 2 484 élus locaux.
Le 22 octobre, le président Mwai Kibaki a dissous le parlement, provoquant ainsi ces élections.
Un groupe d’observateur du Commonwealth, composé de 13 personnalités et présidé par l’ancien président de Sierra Leone, Ahmad Tejan Kabbah, présent au Kenya du 18 décembre 2007 au 1er janvier 2008, a eu pour mission de « déterminer selon son propre jugement si les élections ont été menées conformément aux normes des élections démocratiques que le Kenya s'est engagé à respecter ».

## Élection présidentielle

### Les candidats[1]
- Mwai Kibaki, 75 ans, président sortant, candidat d’une nouvelle alliance, le Parti de l'unité nationale (PNU). Il est soutenu par de son prédécesseur et ancien adversaire Daniel Arap Moi, président de 1978 à 2002 et son ancien adversaire de la présidentielle de 2002, Uhuru Kenyatta.
- Raila Odinga, 62 ans, député et ancien ministre, candidat du Mouvement démocratique orange (ODM, opposition).
- Kalonzo Musyoka, 54 ans, avocat et ancien ministre, opposition.
- Pius Muiru, évangéliste.

## Élection parlementaire

### Résultat
- Capacité constitutionnelle du parlement : du 15 janvier 2008 au 14 janvier 2013
- Démissionnaire : du 15 janvier 2013 au 28 mars 2013

| membres ex officio | membres ex officio                                            | membres ex officio               | membres ex officio               | membres ex officio               | membres ex officio |
| parti              | parti                                                         | nom                              | fonction                         | fonction                         | fonction           |
| ------------------ | ------------------------------------------------------------- | -------------------------------- | -------------------------------- | -------------------------------- | ------------------ |
| ODM                | ODM                                                           | Kenneth Marende                  | président                        | président                        | président          |
| apolitique         | apolitique                                                    | Githu Muigai                     | procureur général                | procureur général                | procureur général  |
| députés            |                                                               |                                  |                                  |                                  |                    |
| partis politiques  | partis politiques                                             | siège(s) direct(s)               | siège(s) appointé(s)             | siège(s) coalition               |                    |
| abréviation        | nom complet                                                   | siège(s) direct(s)               | siège(s) appointé(s)             | siège(s) coalition               |                    |
| ODM                | Orange Democratic Movement                                    | 99                               | 6                                | 108                              |                    |
| NARC               | National Rainbow Coalition                                    | 3                                |                                  | 108                              |                    |
| PNU                | Party of National Unity                                       | 43                               | 3                                | 82                               |                    |
| KANU               | Kenya African National Union                                  | 14                               | 1                                | 82                               |                    |
| Safina             | Safina                                                        | 5                                |                                  | 82                               |                    |
| NARC-K             | National Rainbow Coalition – Kenya                            | 4                                |                                  | 82                               |                    |
| Ford-P             | Forum for the Restoration of Democracy – People               | 3                                |                                  | 82                               |                    |
| New FordK          | New Ford-K                                                    | 2                                |                                  | 82                               |                    |
| DP                 | Democratic Party                                              | 2                                |                                  | 82                               |                    |
| SKS                | Sisi Kwa Sisi                                                 | 2                                |                                  | 82                               |                    |
| Ford-K             | Forum for the Restoration of Democracy – Kenya                | 1                                |                                  | 82                               |                    |
| Ford-A             | Forum for the Restoration of Democracy – Asili                | 1                                |                                  | 82                               |                    |
| Mazingira          | Parti vert Mazingira du Kenya                                 | 1                                |                                  | 82                               |                    |
| WDM-K              | Wiper Democratic Movement Kenya                               | 16                               | 2                                | 18                               |                    |
| PICK               | Party of Independant Candidates of Kenya                      | 3                                |                                  | 14                               |                    |
| CCU                | Chama Cha Uzalendo                                            | 2                                |                                  | 14                               |                    |
| PDP                | People's Democratic Party                                     | 1                                |                                  | 14                               |                    |
| PKK                | Peoples Party of Kenya                                        | 1                                |                                  | 14                               |                    |
| NLP                | National Labour Party                                         | 1                                |                                  | 14                               |                    |
| KADDU              | Kenya African Democratic Development Union                    | 1                                |                                  | 14                               |                    |
| KANU-A             | Kenya African Democratic Union Asili                          | 1                                |                                  | 14                               |                    |
| UDM                | United Democratic Party                                       | 1                                |                                  | 14                               |                    |
| Kenda              | Kenda                                                         | 1                                |                                  | 14                               |                    |
|                    | sièges vacants (circonscriptions d'Ikolomani et de Kamukunji) | 2                                |                                  | 14                               |                    |
| total              |                                                               | 210                              | 12                               | 222                              |                    |
|                    |                                                               |                                  |                                  |                                  |                    |
| orange             | coalition ODM-NARC                                            | coalition ODM-NARC               | coalition ODM-NARC               | coalition ODM-NARC               |                    |
| bleu               | coalition PNU et partis affiliés                              | coalition PNU et partis affiliés | coalition PNU et partis affiliés | coalition PNU et partis affiliés |                    |
| rouge              | WDM-K                                                         | WDM-K                            | WDM-K                            | WDM-K                            |                    |
| blanc              | partis indépendants                                           | partis indépendants              | partis indépendants              | partis indépendants              |                    |